# Pectinometra flavopurpurea
Pectinometra flavopurpurea is een haarster uit de familie Calometridae.
De wetenschappelijke naam van de soort werd in 1907 gepubliceerd door Austin Hobart Clark.